# UA 8699
UA 8699 (University of Antananarivo specimen 8699, 'espècimen 8699 de la Universitat d'Antananarivo') és una dent fossilitzada pertanyent a un mamífer del Cretaci de Madagascar. Es tracta d'una molar inferior fragmentada d'aproximadament 3,5 mm de llargada i data de la formació de Maevarano, del Maastrichtià del nord-oest de Madagascar. Els detalls de la seva morfologia coronal indiquen que pertany a un tribosfènide, un membre del grup que inclou els metateris i euteris vivents avui en dia. Krause, que descrigué la dent per primera vegada l'any 2001, la classificà com un metateri basant-se en cinc caràcters compartits, però el 2003 Averiànov et al. assenyalaren que aquests caràcters també es troben en els euteris zhelèstids i traçaren una relació propera entre UA 8699 i el zhelèstid espanyol Lainodon. Krause utilitzà la dent com a prova que els metateris ja es trobaven als continents meridionals (Gondwana) a finals del Cretaci, mentre que Averiànov et al. suggeriren que la dent representava un nou exemple d'intercanvi faunal entre Àfrica i Europa en aquella època.

## Descobriment i context
UA 8699 fou descoberta durant un estudi conjunt de la Universitat de Stony Brook i la Universitat d'Antananarivo (UA) i posteriorment afegida a les col·leccions d'aquesta última com a espècimen 8699. Fou trobada en una localitat anomenada MAD93-95, al membre d'Anembalemba de la formació de Maevarano, que data del Maastrichtià (Cretaci més recent). La localitat està situada a la conca de Mahajanga, al nord-oest de Madagascar. S'han trobat altres mamífers de dipòsits malgaixos d'antiguitat similar, però la majoria són coneguts a partir de molt poc material. Inclouen el gondwanateri Lavanify, un multituberculat indeterminat i unes quantes dents indeterminades, a més d'un esquelet gairebé complet que representa l'únic exemple conegut d'un cert llinatge de mamífers. En un article publicat a Nature el 2001, David Krause anuncià el descobriment de UA 8699 i indicà les afinitats de l'espècimen amb els metateris. Krause considerà l'espècimen massa fragmentari per assignar-li un nom científic. Dos anys més tard, Aleksandr Averiànov, David Archibald i Thomas Martin presentaren una interpretació de la dent com a eutèria en un article publicat a Acta Palaeontologica Polonica, assenyalant que l'espècimen era bastant semblant al zhelèstid Lainodon. En una revisió dels vertebrats del Cretaci de Madagascar (2006), Krause et al. continuaren interpretant l'espècimen com a metateri i anunciaren que Case estava preparant un article que explicaria la seva afinitat amb els metateris de manera més clara.

## Descripció
UA 8699 és una molar inferior esquerra trencada i desgastada. Manca part del trigònid (el grup frontal de cúspides) del cantó mesiolingual (part anterior i interior) de la dent. Krause estimà que la dent completa hauria mesurat 3,5 mm de llargada i 2,2 mm d'amplada. La dent és tribosfènica, com la dels mamífers actuals, com ho indica una sèrie de caràcters, incloent-hi l'ampla conca del talònid (el grup posterior de cúspides) i l'angle agut (48°) entre les cúspides del trigònid. UA 8699 manca de cingúlid (cresta) similar a un prestatge a la vora lingual (interior), cosa que indica que no és un australosfènide (un clade proposat que uniria els monotremes i alguns mamífers ancestrals de Gondwana, incloent-hi el gènere juràssic malgaix Ambondro); així doncs, se'l classifica com a tribosfènide, dins d'un grup que inclou els metateris, els euteris i els seus parents extints.
Krause assenyalà cinc caràcters que segons ell indiquen que UA 8699 és un metateri i no un euteri o teri primitiu. Hi ha un cingúlid ben desenvolupat al marge posterior exterior (distobucalment), situat entre l'hipocònid (una de les cúspides principals) i l'hipoconúlid (una cúspide més petita). L'hipoconúlid en si es troba en una posició molt lingual, a poca distància de l'hipocònid. El trigònid i el talònid són més o menys igual d'amples, el trigònid té la corona baixa i el desgast és principalment horitzontal, cosa que produeix facetes de desgast exposades planes i amples. Averiànov et al. apuntaren que els zhelèstids, un grup d'euteris, també presenten aquests caràcters fins a un cert punt i que l'hipoconúlid dels metateris d'antiguitat similar té una ubicació encara més lingual, «acoblada» a l'entocònid (la cúspide del cantó lingual posterior de la dent). Escrigueren que, en general, l'espècimen és més similar als zhelèstids que als metateris.

## Interpretació
Krause escrigué que UA 8699 era el primer metateri identificat a Madagascar i el primer metateri mesozoic de qualsevol part de Gondwana. Els metateris daten de l'Eocè a Austràlia i Àfrica i del Paleocè a Sud-amèrica; tot i que s'hi han trobat possibles metateris del Cretaci, cap d'ells no es troba lliure de dubte. Se sap que els metateris ja existien a l'hemisferi nord al Cretaci superior. Krause interpretà UA 8699 com a prova que els metateris ja havien colonitzat els continents meridionals al Cretaci superior, possiblement arribant a Madagascar a través de Sud-amèrica i l'Antàrtida. A finals del Cretaci, els tribosfènides ja devien estar prenent el lloc dels mamífers arcaics dels continents meridionals, com ara els gondwanateris, com ho suggereix la presència de l'euteri Deccanolestes al Cretaci de l'Índia.
En canvi, Averiànov, Archibald i Martin ubicaren UA 8699 dins el context de semblança i intercanvi de faunes entre Europa i Àfrica a finals del Cretaci, assenyalant la presència d'animals similars com ara serps (Medtsoia) i sauròpodes (Lirainosaurus i Repetosaurus) a la fauna del Cretaci de Madagascar i la localitat espanyola de Laño. Suggeriren que la relació entre Lainodon, de Laño, i UA 8699 era un nou exemple d'aquesta relació i citaren Gheerbrant i Astibia, que havien predit el descobriment de zhelèstids semblants a Lainodon a Àfrica.